# U.S. Indoor National Championships 1974
Lo U.S. Indoor National Championships 1974 è stato un torneo giocato a Salisbury sul sintetico indoor. È stata la 73ª edizione del Torneo di Salisbury, facente parte del Commercial Union Assurance Grand Prix 1974.

## Campioni

### Singolare maschile
Jimmy Connors ha battuto in finale  Frew McMillan con il punteggio di 6–4, 7–5, 6–3

### Doppio maschile
Jimmy Connors /  Frew McMillan hanno battuto in finale  Byron Bertram /  Andrew Pattison con il punteggio di 7–5, 6–2